# Chionaema formosana
Cyana formosana là một loài bướm đêm thuộc phân họ Arctiinae, họ Erebidae.

## Hình ảnh

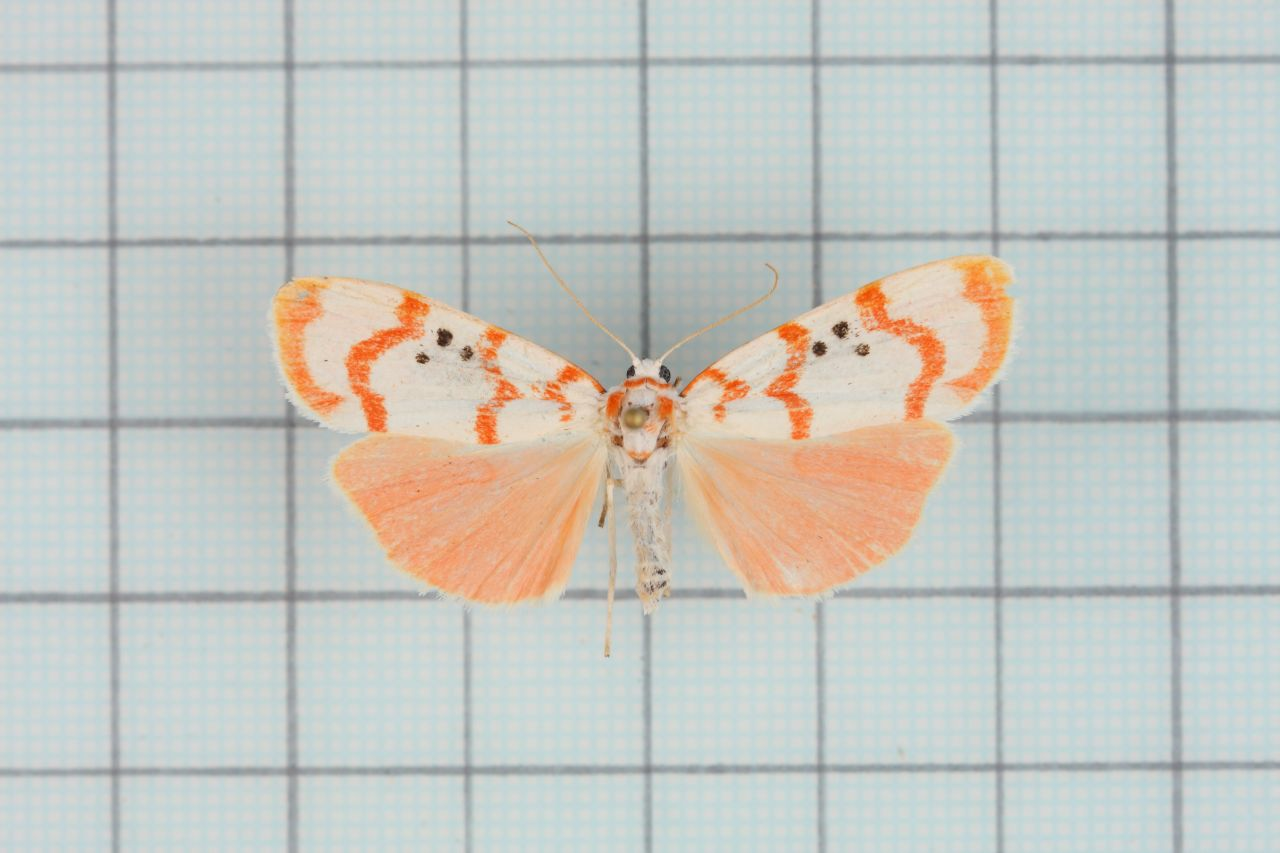
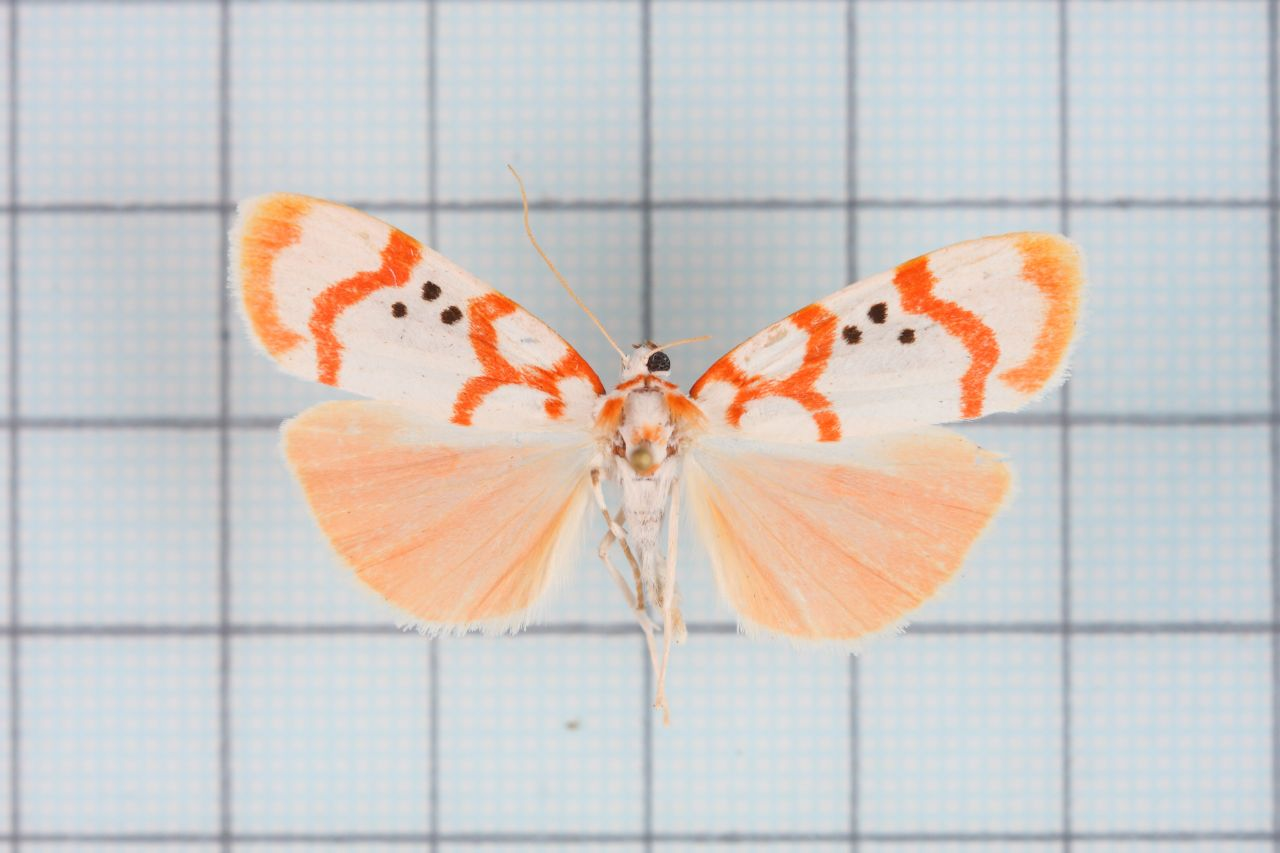
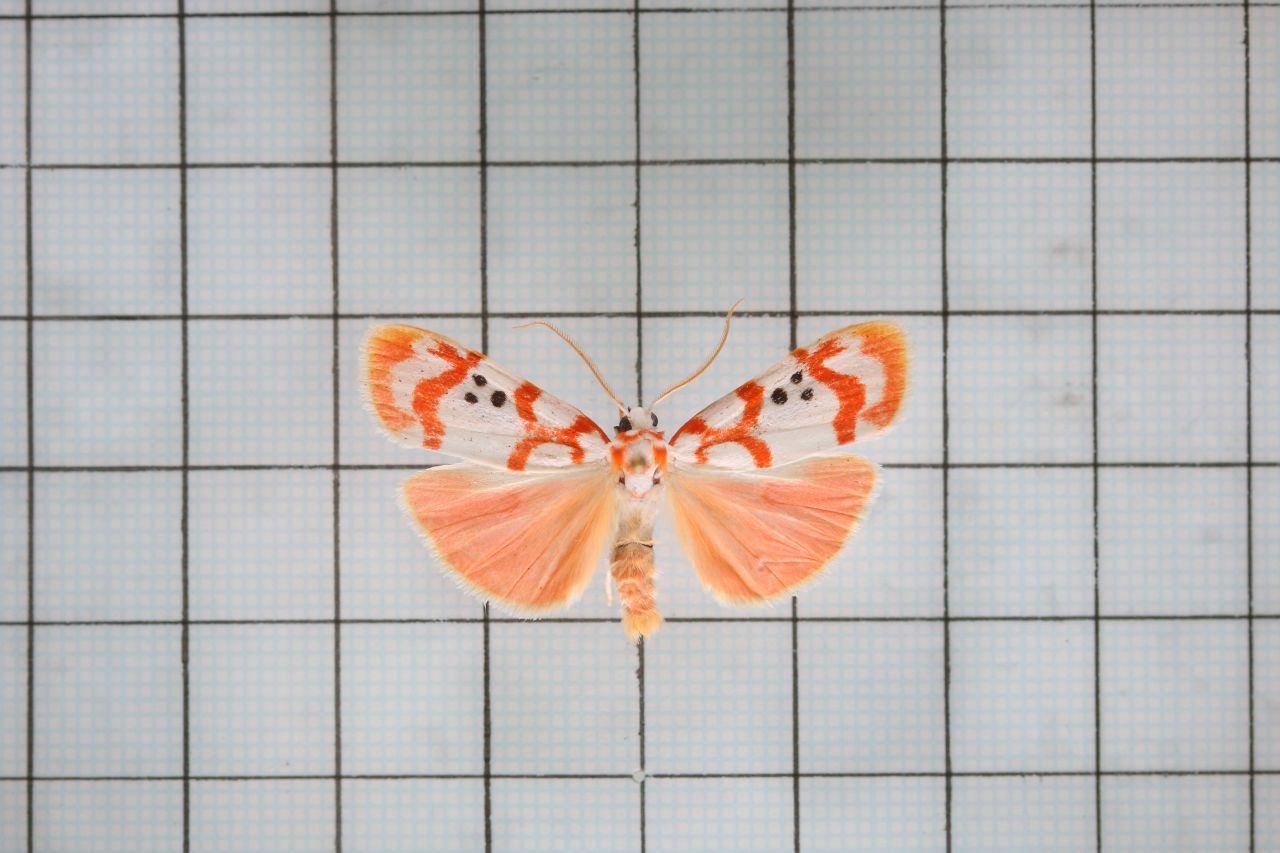